# Wydma poprzeczna

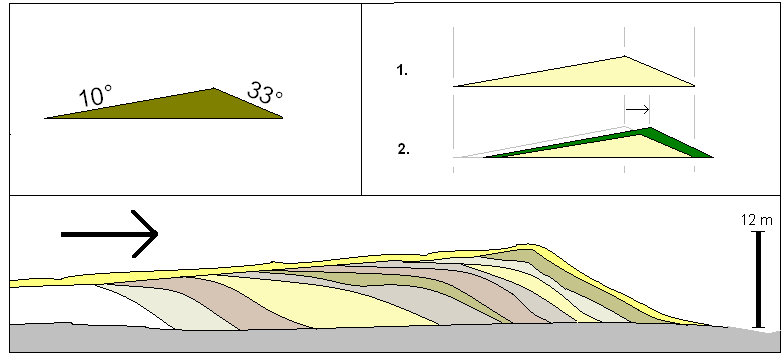
Budowa wydmy poprzecznej

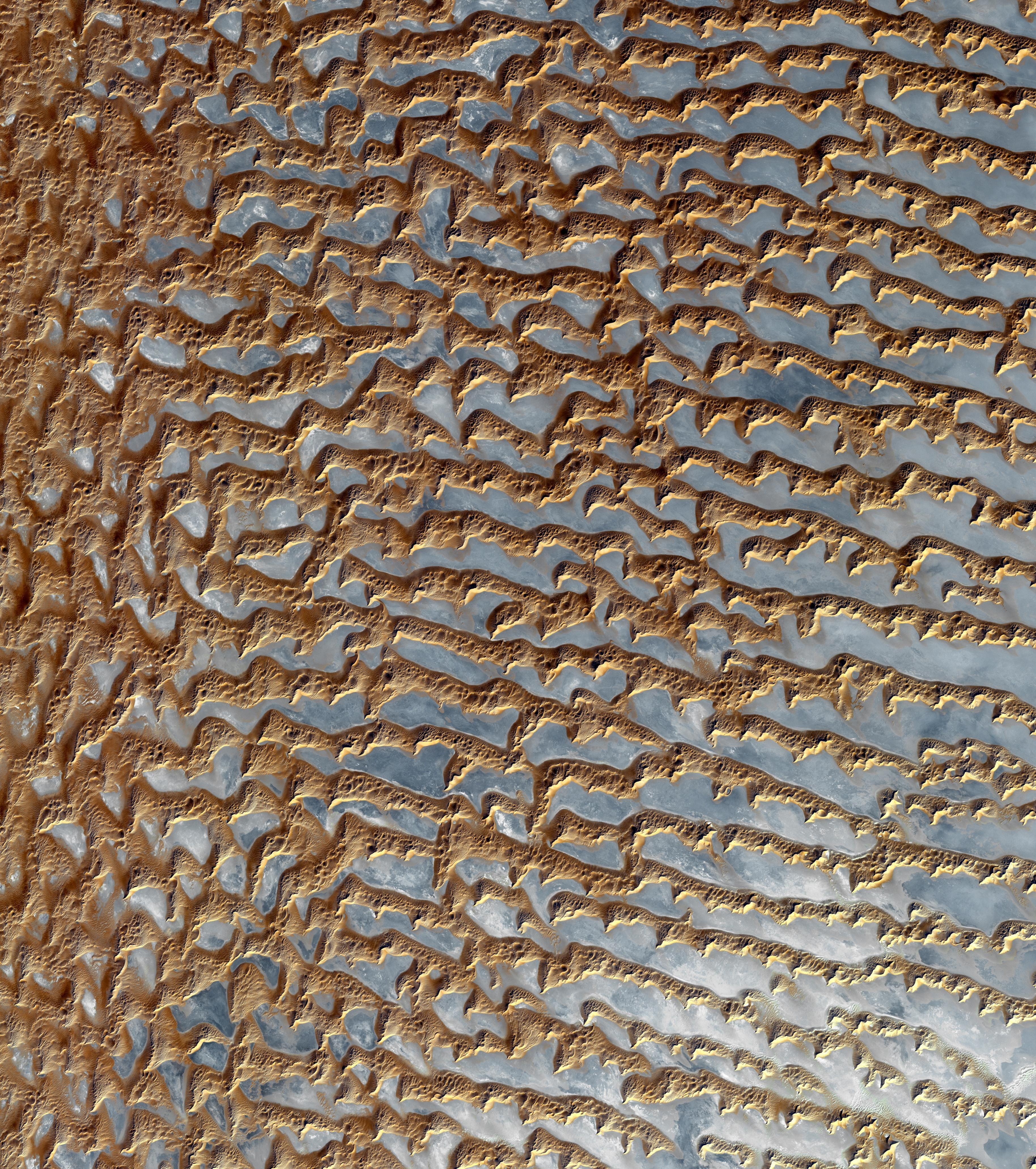
Zdjęcie satelitarne wydm na pustyni Ar-Rab al-Chali

Wydmy poprzeczne mają grzbiety wydłużone w kierunku prostopadłym do kierunku wiatru, a ich strome stoki zawietrzne są zwrócone w jednym kierunku. Główny kierunek transportu eolicznego jest zatem prostopadły do grzbietów, co odróżnia je od wydm podłużnych, w których wypadkowy kierunek transportu jest równoległy do grzbietu. Wydmy poprzeczne mogą występować w izolacji, ale najczęściej są to długie, lekko kręte wały. Pojedynczo występującymi wydmami poprzecznymi są barchany, rozwijające się przy niewielkiej dostawie piasku i zwykle na podłożu innym niż piaszczyste. Są to formy niewielkie, na ogół nie przekraczają kilku metrów, z cofniętą najwyższą częścią środkową i ramionami wysuniętymi zgodnie z kierunkiem wiatru.